# Arcana Obscura
Arcana Obscura sono una band tedesca di musica dark electro.

## Storia
Nella sua forma attuale ARCANA OBSCURA esiste dal 1990. Il lavoro musicale iniziò originariamente lavorando nel campo sperimentale, facendosi influenzare dall'atmosfera musicale elettronica d'élite (Tangerine Dream, Brian Eno, Vangelis) per poi spaziare ampliando la propria conoscenza musicale e le proprie influenze all'elettronica degli anni ottanta (Kraftwerk, Cabaret Voltaire, DAF). Iniziarono come "BIZARRGGHHH", usando varie registrazioni su cassetta e sequenzatori analogici di vecchio tipo, come ARCANA OBSCURA si avvalgono di computer e samplers. Il vecchio stile comunque rimane negli anno e gioca un ruolo importante nel suono di ARCANA OBSCURA.
Live on stage ARCANA OBSCURA furono presentati per la prima volta a Monaco di Bavierain occasione del Theatron-Open-Air nell'estate del 1993. Questa apparizione fu seguita da concerti come band in supporto di altri artisti tra cui Die Form, Call e nel 1995 andarono in tour con i Dive e Kirlian Camera in Germania e Belgio. 
Nel 1998 apparvero come band principale al ”The power of a new aeon” festival.
In aprile del 1994 fu pubblicato il primo mini-LP dal titolo omonimo "ARCANA OBSCURA". Pezzi addizionali furono presentati sulla compilation "Essence of ConSequence" - pubblicata a maggio del 1994. Il Cd di debutto di ARCANA OBSCURA "Delusion" viene pubblicato nella primavera del 1995 e trovò un buon seguito in Europa conseguendo un'ottima referenza da parte della stampa indipendente del genere musicale dark elettro. L'MCD "Pain" venne pubblicato nello stesso anno. Ma è nel 1998 con "Fields of the Lost" CD che la band raggiunse il massimo del successo suscitando grande interesse nell'ambiente Dark Goth. Altre canzoni vennero pubblicate, in "Touched by the Hand of Goth" - compilations I & II, in the Discordia-compilation "Taste This IV", in due "Gothic-Magazin" - compilations, nella compilation della casa discografica belga "Side-Line" - compilation, "Miroque" - I & II, "Dark Ages 1&3", "Abby-Club-Hits" a.m.o.
Quattro canzoni degli ARCANA OBSCURA tratte dall'album "Delusion" fanno parte della colonna sonora del film di fantascienza di Fabian Klatura "Cleaner" (Pure Illusion Films).
ARCANA OBSCURA stanno preparando un nuovo album Themes from Doom con 16 canzoni.
Questo nuovo CD è un buon insieme di vari stili musicali elettronici. Non si tratta semplicemente di un album di remix di hit come Evoke, Theme from Doom, Decades vi saranno versioni dei progetti collaterali (Disastrous Din, Clandestine, Tapestry) con ospiti musicali diversi.

## Filosofia e stile
La musica di Arcana Obscura può essere descritta come una melodia ancestrale combinata che spazia dalla darkwave alla Electronic Body Music e anche Industrial.

## Progetti collaterali
A fianco di ARCANA OBSCURA esiste il progetto "GÄBHARD", un lavoro quasi esclusivamente strumentale, e la band industrial Disastrous Din. ARCANA OBSCURA fanno anche parte di altri gruppi: Sonicgum e White Light White Heat o assieme a Peter Fleschhut ed Heike nei Clandestine e con Angelika Meindl nei Prowl (TAPESTRY) PROWL originariamente nati come progetto di Angelika M.Meindl, che è anche la fondatrice di ArtGenossen, e Arcana Obscura: Angelika Meindl, famosa per la sua coreografia accompagnata da danza contemporanea, ha cooperato con artisti come Blixa Bargeld, Statled Insects e Chriss Karer. Per i PROWL è responsabile dei testi e cantante. Thomas Gäbhard è invece responsabile della musica e dello sviluppo artistico di Arcana Obscura. Per il progetto PROWL a volte vengono usate alcune vecchie canzoni di Arcana Obscura, modificate in modo appropriato. La canzone “Angel”, per esempio, fu creata per la struttura di base di “Outside”, e la canzone “Hast du in meine Augen gesehen” da “Sweet Fears” e “Stone Talk”.

## Membri
- Thomas Gäbhard: tastiere, programmazione, percussioni, voce, produzione
- Heike: voce, fiati, percussioni
- Sabine Stelzer: voce, fiati, percussioni, e altri strumenti
- Sabine Andres: voce

## Discografia

### Album
- 1994 - Arcana Obscura (Consequence Records)
- 1995 - Delusion (Consequence Records)
- 1998 - Field of the Lost (Consequence Records)
- 2000 - Themes from Doom (Consequence Records)
- 2005 - Extract (Consequence Records)
- 2006 - Lies (Consequence Records)
- 2007 - Evidence (Consequence Records)

#### Live
- 2003 - Live im Völkerschlachtdenkmal Leipzig (Consequence Records)